# Джудит Макуилямс
Джудит Макуилямс (на английски: Judith McWilliams) е американска писателка на бестселъри в жанра любовен роман. Писала е първоначално и под псевдонима Шарлот Хайнс (на английски: Charlotte Hines).

## Биография и творчество
Джудит Макуилямс е бивша учителка. Има 4-ри деца. Подкрепена е от съпруга си в желанието си да пише, и първият ѝ роман „The Earl's Fancy“ е публикуван през 1982 г. под псевдоним. От 1985 г. публикува под собственото си име.
Живее със семейството си в Пенсилвания.

## Произведения

### Като Джудит Макуилямс

#### Самостоятелни романи
- Polished With Love (1985)
- Serendipity (1986)
- Gift of the Gods (1986)
- No Reservations (1987)
- Reluctant Partners (1988)
- The Royal Treatment (1989)
- A Perfect Season (1990)
- Satisfaction Guaranteed (1990)
- Това е моето бебе!, That's My Baby (1990)
- Looking Good (1991)
- Sweet Stuff (1992)
- Not My Baby! (1993)
- Suspicion (1994)
- Betrayed (1994)
- The Man from Atlantis (1995)
- Practice Husband (1997)
- Another Man's Baby (1997)
- The Boss, the Beauty and the Bargain (1997)
- Deception (1999)
- The Sheikh's Secret (1999)
- The Summer Proposal (2001)
- Her Secret Children (2003)
- Did You Say...Wife? (2003) – награда за най-добър роман на „Силует“
- Dr. Charming (2004)
- The Matchmaking Machine (2006)
- Made-To-Order Wife (2006)

#### Участие в общи серии с други писатели

##### Серия „Мъже: Произведено в Америка 2“ (Men: Made in America 2)
32. Брачният договор, In Good Faith (1986)
от серията има още 49 романа от различни автори

##### Серия „Роден в САЩ“ (Born in the USA)
- Honourable Intentions (1987)

от серията има още 18 романа от различни автори

##### Серия „Омаян“ (Spellbound)
- Anything's Possible (1995)

от серията има още 11 романа от различни автори

##### Серия „Брачна нощ“ (Wedding Night)
- Instant Husband (1996)

от серията има още 2 романа от различни автори

### Като Шарлот Хайнс

#### Самостоятелни романи
- The Earl's Fancy (1982)
- Tender Trap (1983)
- Sweet Nothings (1984)
- Heaven to Kiss (1985)